# NEST (programari)
NEST és un programari de simulació per augmentar models de xarxes neuronals, incloses xarxes neuronals a gran escala. NEST va ser desenvolupat inicialment per Markus Diesmann i Marc-Oliver Gewaltig i ara és desenvolupat i mantingut per la Iniciativa NEST.

## Filosofia del modelatge
Una simulació NEST intenta seguir la lògica d'un experiment electrofisiològic que es fa dins d'un ordinador amb la diferència, que el sistema neuronal a investigar ha de ser definit per l'experimentador.
El sistema neuronal està definit per un nombre possiblement gran de neurones i les seves connexions. En una xarxa NEST, poden coexistir diferents models de neurones i sinapsis. Dues neurones qualsevol poden tenir múltiples connexions amb propietats diferents. Així, la connectivitat en general no es pot descriure per una matriu de pes o connectivitat, sinó com una llista d'adjacència.
Per manipular o observar la dinàmica de la xarxa, l'experimentador pot definir els anomenats dispositius que representen els diferents instruments (de mesura i estimulació) que es troben en un experiment. Aquests dispositius escriuen les seves dades a la memòria o a l'arxiu.
NEST és extensible i es poden afegir nous models per a neurones, sinapsis i dispositius.

## Exemple

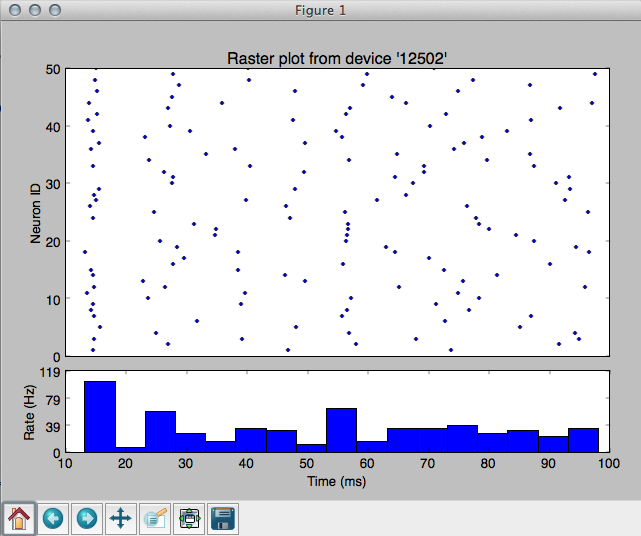
Ràster NEST

L'exemple següent simula l'activitat d'encreuament en una xarxa aleatòria escassa amb excitació i inhibició recurrents

La figura mostra l'activitat d'intensificació de 50 neurones com a trama gràfica. El temps augmenta al llarg de l'eix horitzontal, la id de neurona augmenta al llarg de l'eix vertical. Cada punt correspon a un pic de la neurona respectiva en un moment donat. La part inferior de la figura mostra un histograma amb la velocitat mitjana de disparació de les neurones.
```
import
 
nest

import
 
nest.raster_plot

J_ex
 
=
 
0.1
  
# excitatory weight

J_in
 
=
 
-
0.5
  
# inhibitory weight

p_rate
 
=
 
20000.0
  
# external Poisson rate

neuron_params
=
 
{
"C_m"
:
 
1.0
,
 
"tau_m"
:
 
20.0
,
 
"t_ref"
:
 
2.0
,

                
"E_L"
:
 
0.0
,
 
"V_reset"
:
 
0.0
,
 
"V_m"
:
 
0.0
,
 
"V_th"
:
 
20.0
}

# Set parameters of neurons and devices

nest
.
SetDefaults
(
"iaf_psc_delta"
,
 
neuron_params
)

nest
.
SetDefaults
(
"poisson_generator"
,
 
{
"rate"
:
 
p_rate
})

nest
.
SetDefaults
(
"spike_detector"
,
 
{
"withtime"
:
 
True
,
 
"withgid"
:
 
True
})

# Create neurons and devices

nodes_ex
 
=
 
nest
.
Create
(
"iaf_psc_delta"
,
 
10000
)

nodes_in
 
=
 
nest
.
Create
(
"iaf_psc_delta"
,
 
2500
)

noise
 
=
 
nest
.
Create
(
"poisson_generator"
)

espikes
 
=
 
nest
.
Create
(
"spike_detector"
)

# Configure synapse models

nest
.
CopyModel
(
"static_synapse"
,
 
"excitatory"
,
 
{
"weight"
:
 
J_ex
,
 
"delay"
:
 
1.5
})

nest
.
CopyModel
(
"static_synapse"
,
 
"inhibitory"
,
 
{
"weight"
:
 
J_in
,
 
"delay"
:
 
1.5
})

# Connect the random net and instrument it with the devices

nest
.
Connect
(
nodes_ex
,
 
nodes_ex
+
nodes_in
,
 
{
"rule"
:
 
"fixed_indegree"
,
 
"indegree"
:
 
1000
},
 
"excitatory"
)

nest
.
Connect
(
nodes_in
,
 
nodes_ex
+
nodes_in
,
 
{
"rule"
:
 
"fixed_indegree"
,
 
"indegree"
:
 
250
},
 
"inhibitory"
)

nest
.
Connect
(
noise
,
 
nodes_ex
 
+
 
nodes_in
,
 
syn_spec
=
"excitatory"
)

nest
.
Connect
(
nodes_ex
[
1
:
51
],
 
espikes
)

# Simulate for 100. ms

nest
.
Simulate
(
100.0
)

# Plot results

nest
.
raster_plot
.
from_device
(
espikes
,
 
hist
=
True
)

nest
.
raster_plot
.
show
()

```

## Característiques

#### Models de neurones
- Models d'integrar i disparar amb diferents tipus de corrents o potencials sinàptics
- Models d'integració i activació amb sinapsis basades en conductància
- Models Hodgkin–Huxley d'un sol compartiment
- Integració exponencial adaptativa i neurona de foc (AdEx)
- Model de neurones MAT2

### Models de xarxa
- Xarxa neuronal aleatòria
- Xarxes topològiques
- Models de xarxa basats en dades

### Models de sinapsi
- Sinapsis estàtiques amb pes i retard homogeni o heterogeni.
- Plasticitat depenent del temps de pic
- Plasticitat a curt termini (sinapsis Tsodyks i Markram)
- Sinapsis neuromodulades, utilitzant dopamina.

### Models de dispositius
- Detector de pics
- Multímetre per a potencials, corrents, etc.
- Generadors de corrent altern, corrent continu i pas
- Generadors de soroll (Poisson, Gauss, Gamma)
- Generadors de pics per a la reproducció de pics

### Precisió
- NEST té com a objectiu una gran precisió i precisió de les seves simulacions[2]
- Cada model de neurona té el seu solucionador adequat i molts models tenen proves unitàries.
- Si és possible, s'utilitza la integració exacta.[3]
- Per defecte, els pics cauen a la graella, definida pel pas de temps de simulació. Alguns models admeten l'intercanvi de pics en temps continu.[4]

### Simulació paral·lela i distribuïda
- Suport per a la simulació multifils, utilitzant OpenMP o POSIX Threads.
- Suport per a la simulació híbrida multifil i distribuïda.
- La paral·lelització es gestiona de manera semiautomàtica pel nucli de simulació de NEST.
- Escalat de supra-lineal a lineal per a fins a 10.000 nuclis.[5]

### Interoperabilitat
- Interfície al Coordinador Multi Simulator, desenvolupat per l'INCF.[6]
- Interfície amb el llenguatge de simulació independent del simulador PyNN.